# Робово (община Пехчево)
Ро́́бово (мак. Робово) — село у Північній Македонії, яке входить до общини Пехчево, що в Східному регіоні країни.
Громада складається з — 476 осіб (перепис 2002): 472 македонця, 4 особи інших етносів. Село розкинулося в гірській місцевості (середні висоти — 870 метрів) історико-географічної місцини Мелешево.

## Галерея

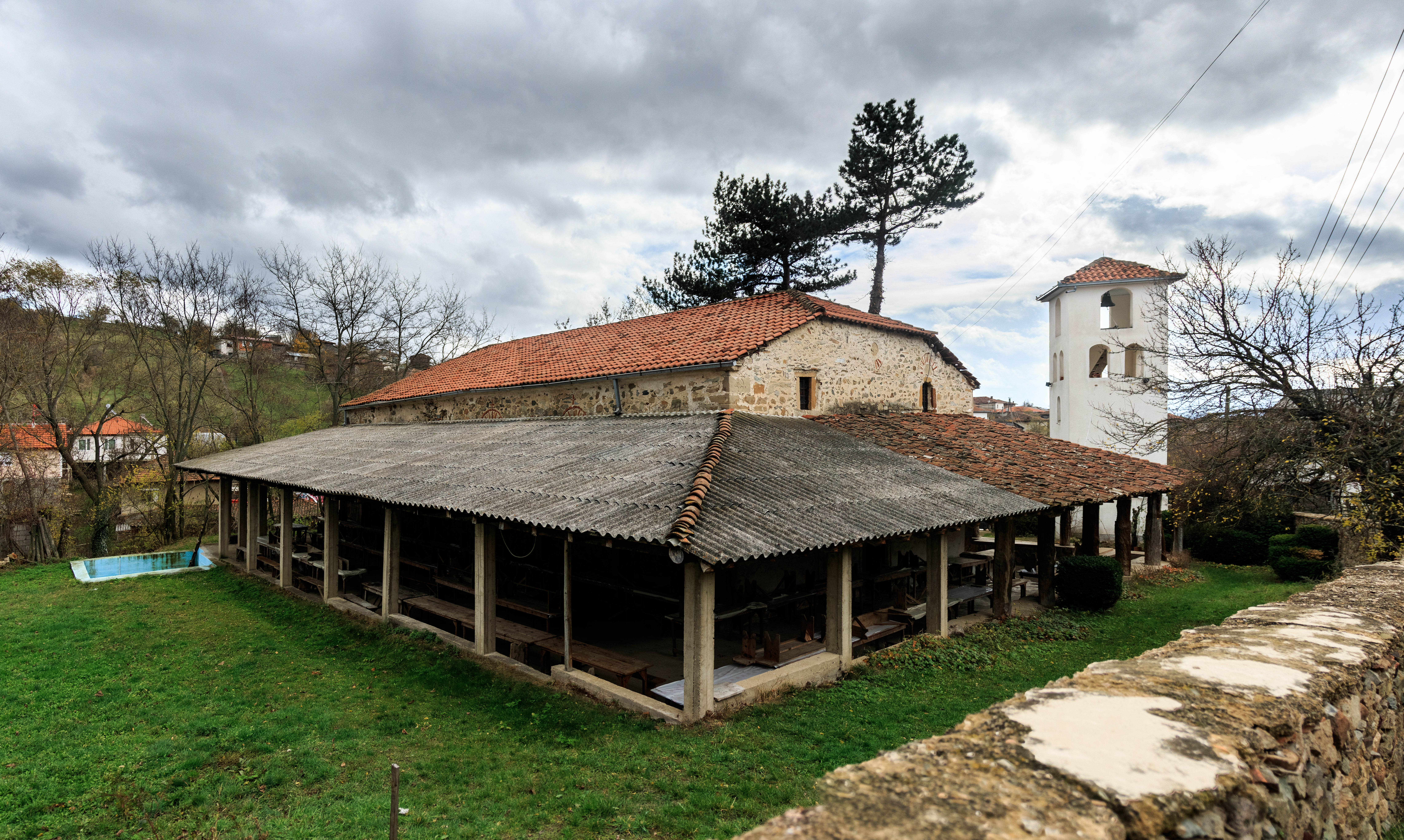
Церква Успіння Пресвятої Богородиці
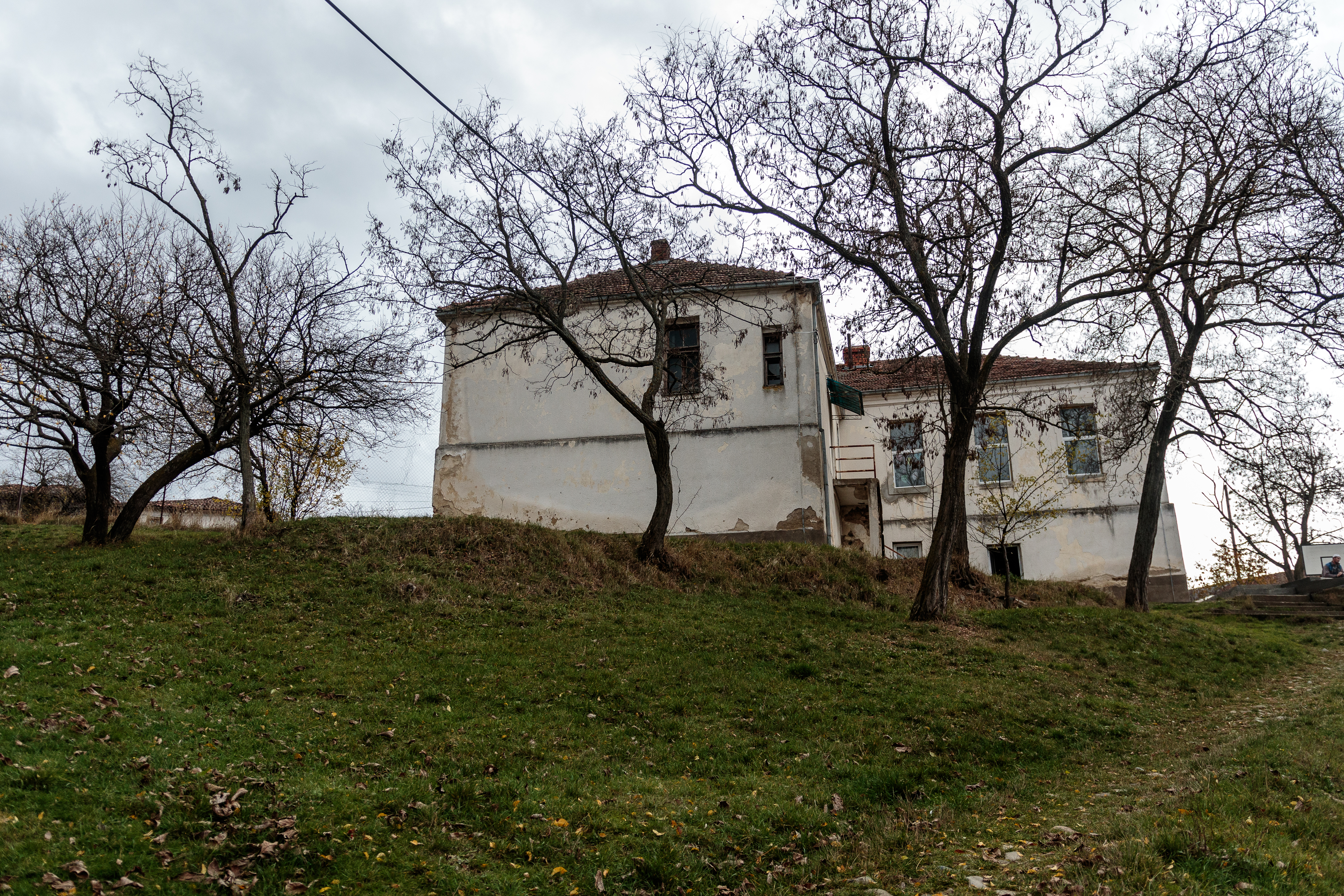
Школа
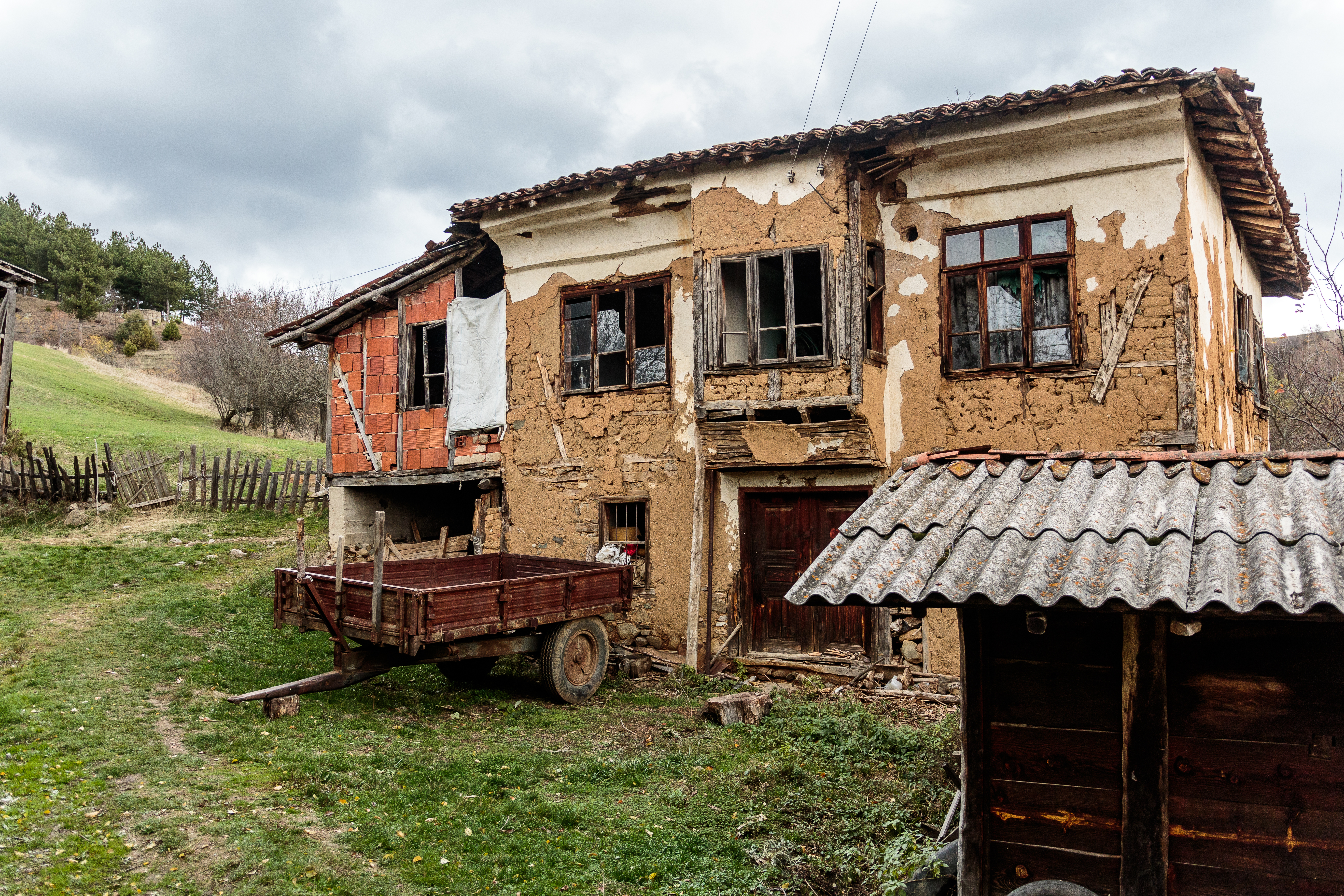
Старий будинок